# Spedizione artica in pallone di Andrée del 1897

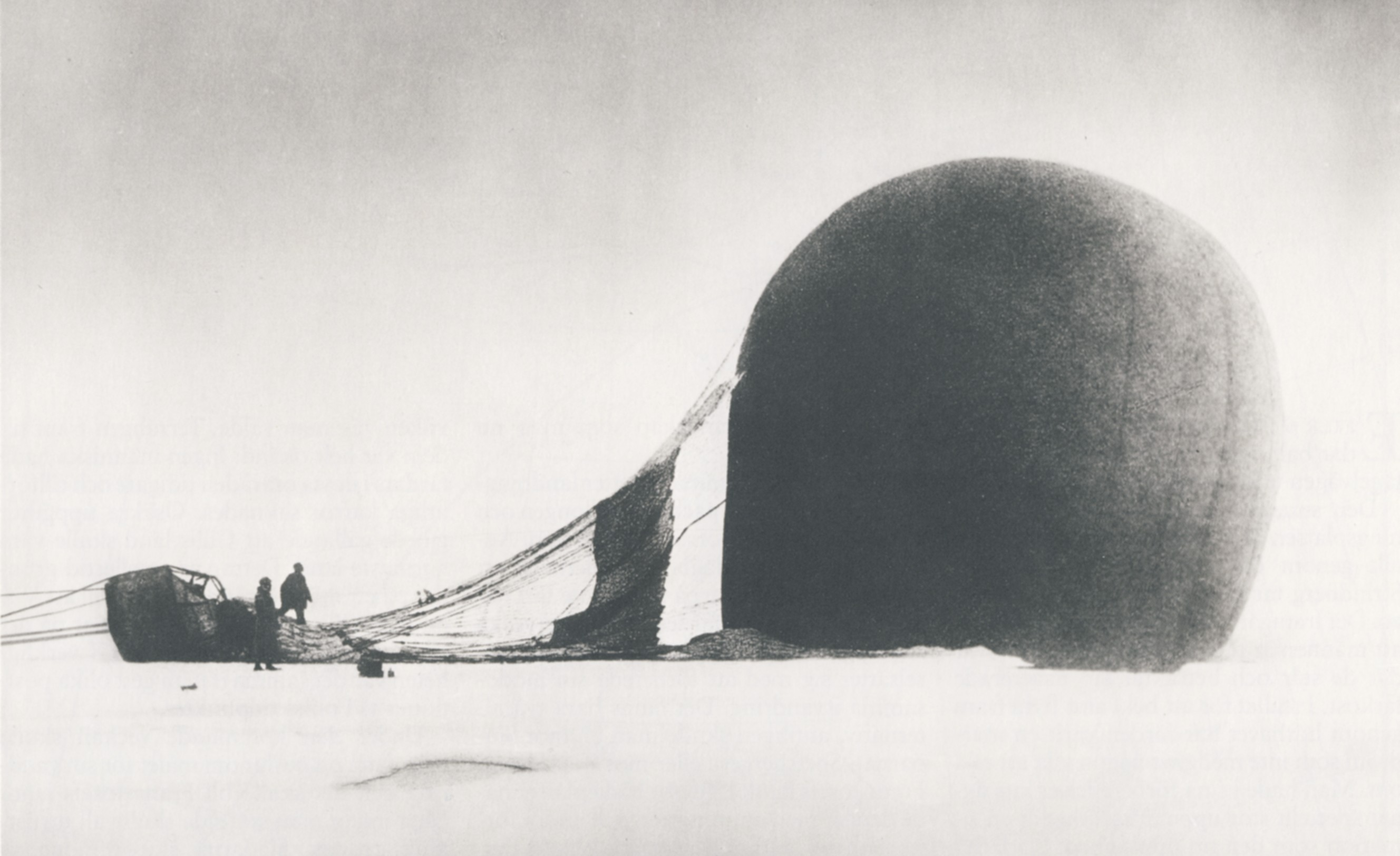
S. A. Andrée e Knut Frænkel con il pallone schiantatosi sulla banchisa, fotografati dal terzo membro della spedizione, Nils Strindberg. La pellicola di questa fotografia e altre della spedizione fallita del 1897 furono recuperate nel 1930.

La spedizione artica in pallone di Andrée del 1897 fu un tentativo di raggiungere il polo nord che si concluse infruttuosamente e con la morte dei tre i membri della spedizione. S. A. Andrée (1854–97), il primo aeronauta svedese, progettò un viaggio su un pallone aerostatico a idrogeno che sarebbe partito dalle isole Svalbard e sarebbe atterrato in Russia o in Canada, con l'intento di passare, con un po' di fortuna, proprio sopra il polo nord durante il tragitto. Il progetto fu accolto con patriottico entusiasmo in Svezia, una nazione nordica che non si era mai fatta valere nella corsa al polo.
Andrée ignorò molti segnali che indicavano i pericoli legati al suo volo in pallone. Essere in grado di guidare almeno parzialmente il pallone era essenziale per raggiungere una certa sicurezza, e c'erano prove sulla scarsa efficacia della tecnica di sterzata di sua concezione, le corde di trascinamento. Nonostante ciò, egli ripose il destino della missione nelle corde di trascinamento. Il pallone polare Örnen (L'Aquila) fu consegnato direttamente a Svalbard dal suo costruttore di Parigi senza essere stato mai testato. Quando le misurazioni mostrarono che perdeva più aria del previsto, Andrée si rifiutò di accettare le allarmanti implicazioni. Molti moderni studiosi della spedizione considerano l'ottimismo di Andrée e la sua fiducia nel potere della tecnologia come i fattori principali della serie di eventi che portò al fallimento ella missione e alla morte sua e dei suoi due compagni, Nils Strindberg (1872–1897) e Knut Frænkel (1870–1897).
Dopo che Andrée, Strindberg e Frænkel ebbero decollato da Svalbard nel luglio 1897, il pallone perse velocemente idrogeno e si schiantò sulla banchisa dopo soli due giorni. Gli esploratori furono illesi, ma dovettero affrontare un'estenuante marcia verso sud sul ghiaccio alla deriva. L'abbigliamento e l'equipaggiamento inadeguati, oltre alla scarsa preparazione e all'asprezza del terreno, non permisero loro di fare ritorno. Quando l'inverno artico li colpì a ottobre, il gruppo rimase bloccato sulla deserta Kvitøya (isola Bianca) a Svalbard e vi morì. Per 33 anni il destino della spedizione di Andrée rimase uno dei misteri irrisolti dell'Artide. La casuale scoperta nel 1930 dell'ultimo accampamento della spedizione fece scalpore in Svezia, dove i morti erano stati pianti e idolatrati.
Da allora le ragioni di Andrée sono state rivalutate, assieme al ruolo delle zone polari nella dimostrazione di virilità e patriottismo. Un primo esempio è il romanzo best seller di Per Olof Sundman del 1967, Il volo dell'aquila, che definisce Andrée debole e cinico, alla mercé di sponsor e media. Il romanzo fu poi adattato per il cinema col titolo di Il volo dell'aquila, 1982, diretto da Jan Troell. Il parere su Andrée da parte dei moderni scrittori per il fatto di aver sacrificato la propria vita e quella dei due compagni varia a seconda che venga visto come manipolatore o come vittima del fervore nazionalista svedese di inizio XX secolo.

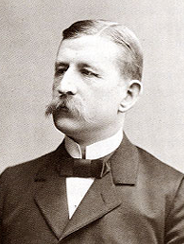
S. A. Andrée (1854–1897).

## Progetto di S. A. Andrée

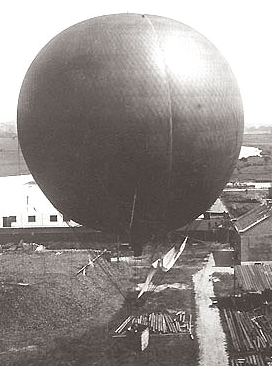
Il pallone aerostatico a idrogeno di Andrée, lo Svea.

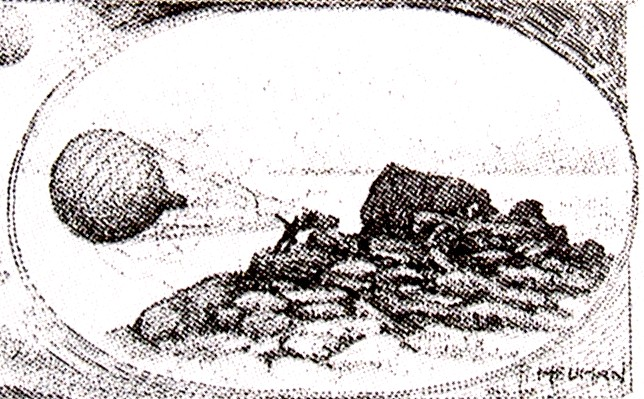
Questa vignetta di giornale raffigura Andrée su un'isoletta del mar Baltico, nel tentativo di trattenere un incredibilmente piccolo Svea colpito dal forte vento.

La seconda metà del XIX secolo viene spesso definita Epoca Eroica delle esplorazioni polari. Le inospitali e pericolose regioni artica e antartica stimolarono fortemente l'immaginario del tempo, non come terre con una propria ecologia e cultura, ma come sfida per essere conquistate tramite ingegnosità tecnologica e audacia virile.
Lo svedese Salomon August Andrée condivise questo entusiasmo e propose un progetto secondo il quale il vento avrebbe dovuto sospingere un pallone a idrogeno da Svalbard attraverso il mar Glaciale Artico fino allo stretto di Bering, per poi venire recuperato in Alaska, Canada o Russia, passando vicino o addirittura sopra il polo nord durante il tragitto. Andrée era un ingegnere dell'ufficio brevetti di Stoccolma, con una passione per il volo aerostatico in pallone. Comprò un proprio pallone, lo Svea, nel 1893 e vi fece nove viaggi, partendo da Göteborg o Stoccolma e viaggiando in tutto per 1500 km. A causa dei venti prevalentemente occidentali, il volo dello Svea aveva la tendenza a portarlo senza controllo verso il mar Baltico trascinando pericolosamente la base sulla superficie dell'acqua o colpendo le numerose isolette rocciose dell'arcipelago di Stoccolma. In un caso fu sospinto oltre il Baltico fino in Finlandia. Il suo viaggio più lungo partì da Göteborg, attraversò tutta la Svezia e raggiunse il Gotland. Nonostante avesse visto un faro e avesse sentito i frangenti contro Öland, rimase convinto di aver viaggiato sulla terra e di aver visto dei laghi.
In un paio di voli dello Svea Andrée provò la tecnica di sterzo con le corde di trascinamento che aveva sviluppato e che intendeva utilizzare durante la sua spedizione al polo nord. Le corde di trascinamento, che pendevano dal cesto del pallone e che si trascinavano al suo per parte della loro lunghezza, erano progettate per contrastare la tendenza dei velivoli più leggeri dell'aria a viaggiare alla stessa velocità del vento, situazione che rendeva impossibile le virate con l'utilizzo delle vele. La frizione delle corde avrebbe dovuto rallentare il pallone al punto che le vele sarebbero state gonfiate dal vento. Andrée sosteneva che, con il sistema di corde e vele, il suo Svea era diventato praticamente un dirigibile. Questa idea viene confutata dai moderni aeronauti: La Associazione Svedese degli Aeronauti attribuisce la convinzione di Andrée al semplice desiderio, ai venti capricciosi e al fatto che passava buona parte del tempo tra le nuvole, non sapendo quindi dove fosse o come si stesse muovendo. Inoltre le sue corde di trascinamento continuavano a rompersi, a cadere e a impigliarsi tra loro, o semplicemente a incastrarsi nel terreno trascinando in basso il pallone in modo pericoloso. Nessun moderno studioso di Andrée ha espresso fiducia nel sistema di sterzata con corde di trascinamento.

## Promozione e raccolta fondi

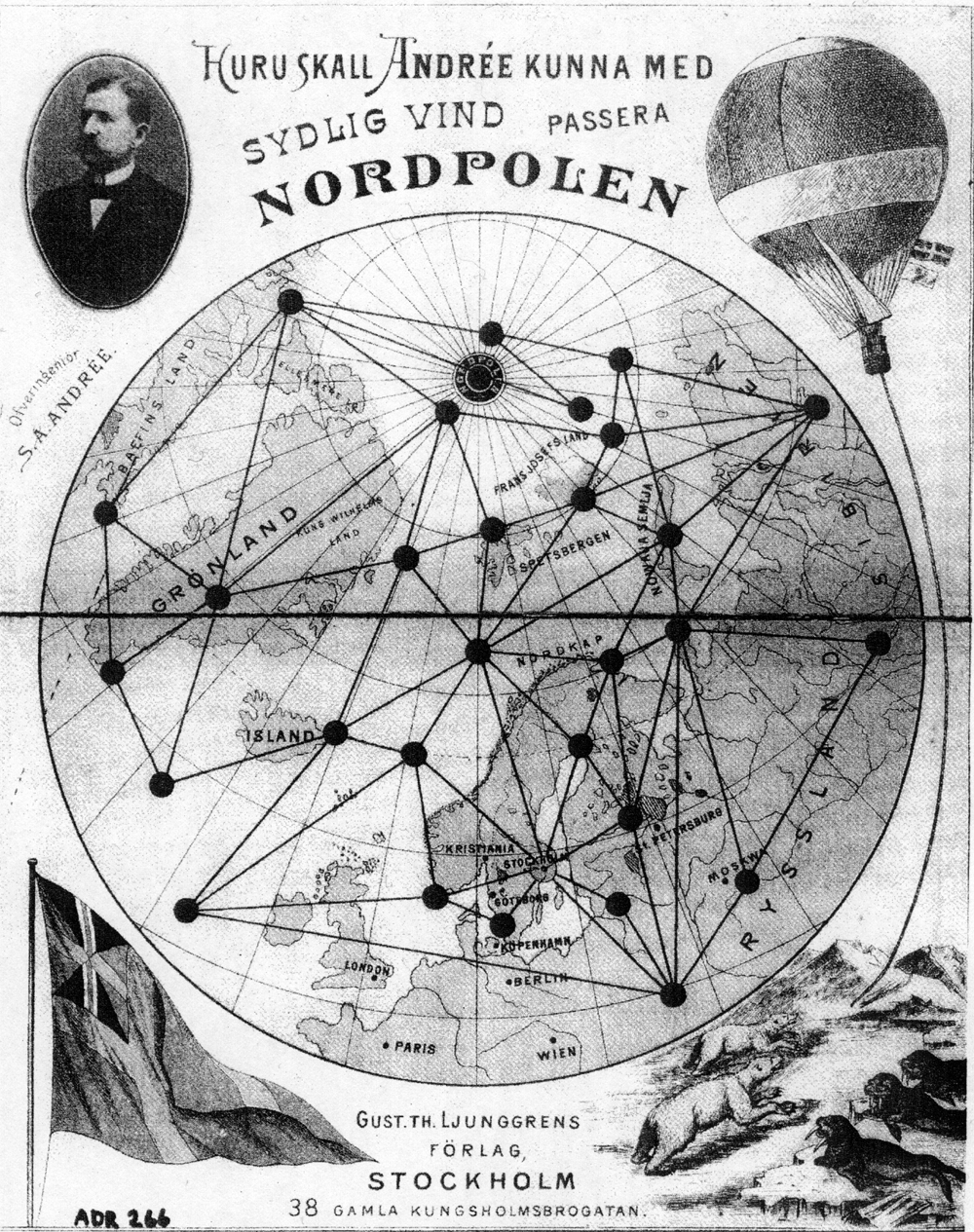
Merchandising svedese: in questo gioco da tavolo di Andrée del 1896 si vedono orsi polari che rompono le corde di trascinamento del pallone.

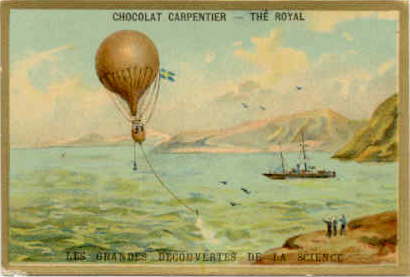
Cartolina francese del 1896 che dimostra l'interesse internazionale per la spedizione di Andrée che sarebbe partita dalle isole Svalbard.

Le ambizioni artiche della Svezia non si erano ancora realizzate alla fine del XIX secolo, mentre la vicina e politicamente subordinata Norvegia era una potenza mondiale dell'esplorazione artica grazie a pionieri quali Fridtjof Nansen. L'élite politica e scientifica svedese era ansiosa di vedere la Svezia prendere quel comando tra le nazioni scandinave che gli sembrava dovuto, e Andrée, carismatico oratore, trovò facile ottenere sostegno per le proprie idee. In una conferenza del 1895 presso l'Accademia reale svedese delle scienze Andrée appassionò una platea composta da geografi e meteorologi. Un pallone esplorativo artico, disse, dovrebbe soddisfare quattro condizioni:
- Deve avere abbastanza forza verticale da trasportare tre persone con l'equipaggiamento scientifico, fotocamere avanzate per la fotografia aerea, provviste per quattro mesi e zavorra, in tutto circa 3 tonnellate.
- Deve tenere abbastanza gas da restare sollevato 30 giorni.
- L'idrogeno deve essere fabbricato, e il pallone riempito, sul punto di decollo.
- Deve essere in qualche modo direzionabile.

Andrée fece una descrizione ottimistica della facilità con la quale questi requisiti potessero essere soddisfatti. I palloni più grandi erano stati costruiti in Francia, disse, così come i più ermetici. Alcuni palloni francesi erano rimasti pieni di idrogeno per oltre un anno senza un'apprezzabile perdita di galleggiabilità. Riguardo l'idrogeno, riempire il pallone sul punto di decollo sarebbe stato semplice con l'aiuto di unità mobili di produzione di idrogeno. La possibilità di dirigere il pallone era garantita dai suoi esperimenti con le corde di trascinamento usate sullo Svea, che avrebbero garantito un angolo rispetto al vento di 27 gradi.
Andrée assicurò alla platea che il tempo estivo artico era ottimale per il volo i pallone. Il sole di mezzanotte avrebbe concesso visibilità per tutto il giorno, dimezzando il tempo richiesto per il volo ed evitando il problema di ancorarsi durante la notte. Inoltre la galleggiabilità del pallone non sarebbe stata intaccata dal freddo notturno. Le corde di trascinamento erano particolarmente adatte a una regione in cui il terreno, composto di ghiaccio, aveva un "baso attrito ed era libero dalla vegetazione". Disse che le scarse precipitazioni non rischiavano di appesantire il pallone. Se la pioggia o la neve fossero cadute sul pallone, disse Andrée, "le precipitazioni sopra lo zero di temperatura si sarebbero sciolte, e quelle sotto lo zero sarebbero state soffiate via, dato che il pallone viaggiava più lento del vento". Gli astanti si convinsero di queste sue opinioni, tanto erano estranei alla realtà delle tempeste estive artiche, delle nebbie, dell'alta umidità e del costante rischio della formazione di ghiaccio. L'accademia approvò il preventivo di spesa di Andrée di 130 800 corone, corrispondenti a circa 750 000 euro del giorno d'oggi, di cui la maggior parte, 36 000, per il pallone. Grazie a questa approvazione si scatenò una corsa per sostenere il progetto, guidata dal re Oscar II che finanziò personalmente 30 000 corone e da Alfred Nobel, il magnate della dinamite nonché fondatore del premio Nobel.

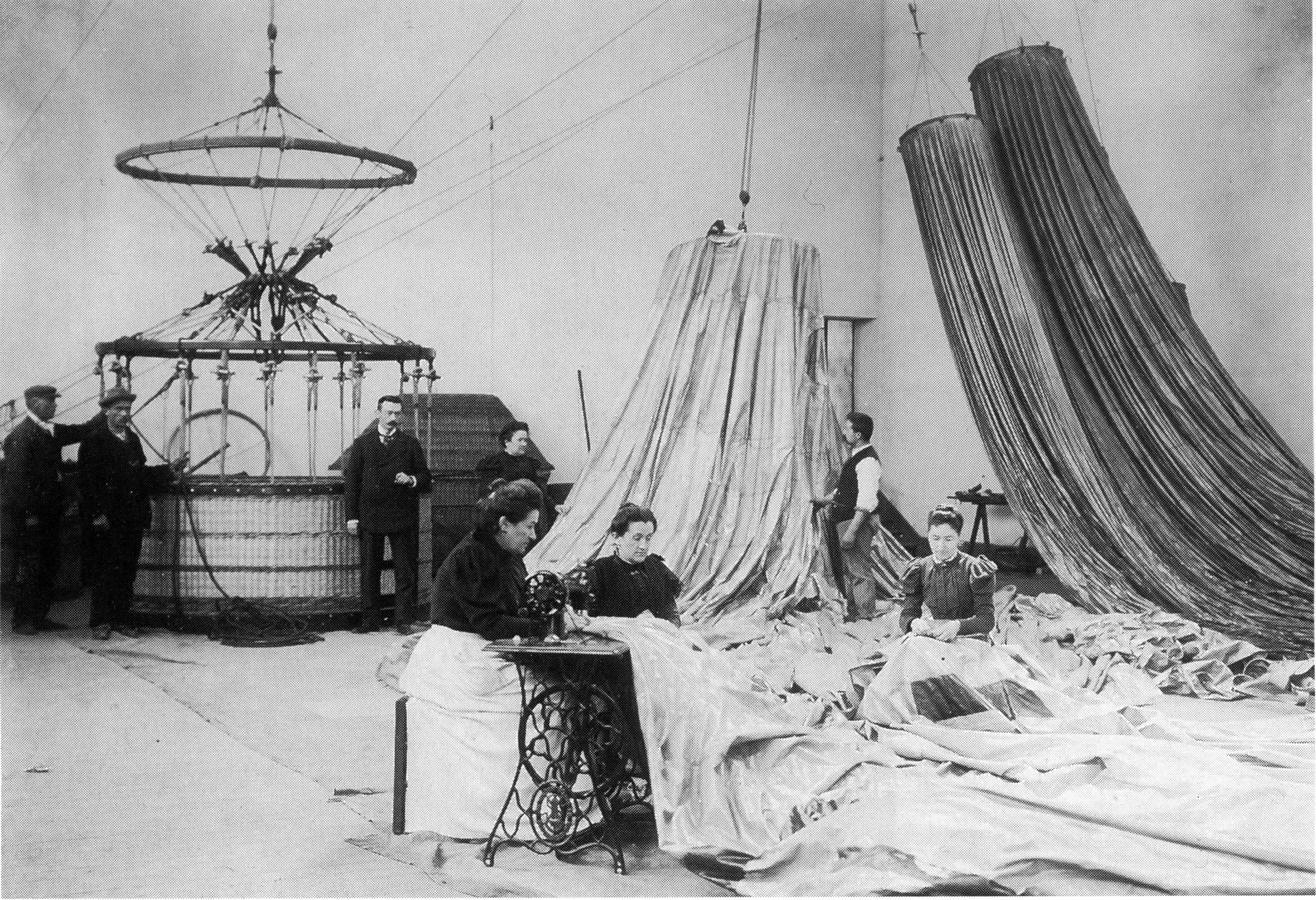
Il pallone polare di Andrée fu fabbricato dalla ditta di Henri Lachambre di Parigi.

Vi fu un importante interesse internazionale, e i lettori dei giornali europei e statunitensi erano curiosi riguardo a un progetto che sembrava moderno e scientifico come i libri dello scrittore contemporaneo JulesVerne. La stampa alimentò l'interesse con una serie di previsioni, dalla morte sicura degli esploratori alla riuscita e alla confortevole "guida" del pallone (paragonato dal giornalista a un "dirigibile") fino al polo nord, come progettato dagli esperti parigini e dagli scienziati svedesi.
"In questi giorni, la costruzione e la guida dei dirigibili è migliorata enormemente", scrisse The Providence Journal, "e sia gli esperti parigini che gli scienziati svedesi che assistono M. Andree sostengono che il problema del volo prolungato verrà superato grazie alle caratteristiche del pallone, dalla guida maneggevole e, ammesso che venga sospinto da una corrente d'aria polare, dagli elementi stessi".
La fiducia in esperti e scienziati era molto comune nella stampa popolare, ma con l'attenzione internazionale giunsero anche le prime critiche. Essendo Andrée il primo aeronauta svedese, nessun compatriota aveva le conoscenze per confermare le sue ipotesi su galleggiabilità o corde di trascinamento. Germania e Francia avevano una lunga tradizione aeronautica, e molti dei loro esperti espressero scetticismo riguardo ai metodi e alle invenzioni di Andrée. Comunque, come con i contrattempi del Svea, tutte le obiezioni non riuscirono a intaccare l'ottimismo di Andrée. Seguito impazientemente dai media nazionali e internazionali, allacciò una relazione con il famoso aeronauta e costruttore di palloni Henri Lachambre di Parigi, capitale mondiale del volo in pallone, ordinandogli un pallone in seta colorati a tre strati, con un diametro di 20,5 metri. Il pallone, chiamato originariamente Le Pôle Nord, fu poi rinominato Örnen (termine svedese per "L'Aquila").
Furono progettate soluzioni tecniche per permettere il volo di tre adulti nel piccolo cesto per 30 giorni. Furono aggiunti ancoraggi sul fondo del cesto per il sonno, l'equipaggiamento e le provviste. Il fatto che l'idrogeno fosse altamente infiammabile rendeva impossibile il cucinare all'interno del cesto. La soluzione fu una stufetta (progettata da un amico di Andrée) che avrebbe potuto venir calata a 8 metri dal cesto e poi accesa a una distanza di sicurezza. Uno specchio permetteva all'equipaggio di capire se si fosse correttamente accesa o meno.

## Il fallimento del 1896

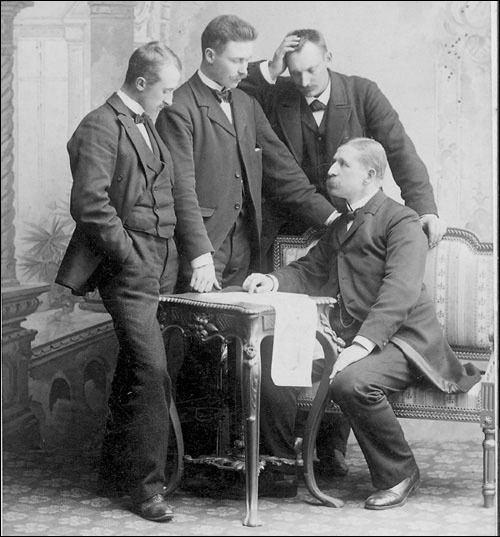
Il nuovo equipaggio del 1896, da sinistra a destra: la riserva Vilhelm Swedenborg, Nils Strindberg, Knut Frænkel, S. A. Andrée.

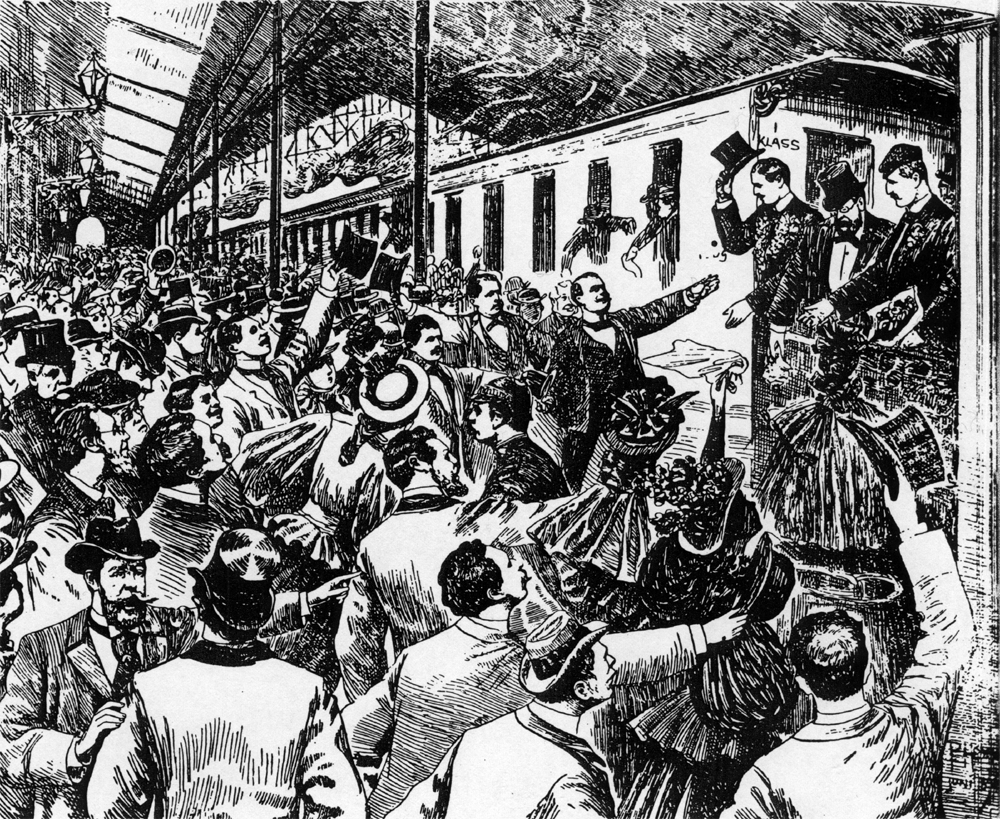
Il giornale svedese Aftonbladet mostra i tre esploratori salutati dalla folla alla partenza da Stoccolma nella primavera del 1896.

Per il tentativo di decollo del 1896, Andrée aveva a disposizione molti volontari tra cui scegliere. Scelse Nils Gustaf Ekholm (1848–1923), esperto ricercatore meteorologo artico e suo precedente capo durante una spedizione geofisica del 1882–83 a Spitsbergen, e Nils Strindberg (1872–1897), brillante studente che stava svolgendo ricerche originale di fisica e chimica. Il principale obiettivo scientifico della spedizione era la mappatura della zona grazie a fotografie aeree, e Strindberg era sia un fotografo amatore che un capace costruttore di fotocamere di qualità. Era una squadra con utili capacità tecniche e scientifiche, ma carente di addestramento fisico per la sopravvivenza in condizioni estreme. I tre erano tipi tutt'altro che atletici e uno di loro, Strindberg, era giovane. Andrée si aspettava un viaggio sedentario in pallone, e la forza e le tecniche di sopravvivenza erano in fondo alla sua lista.
Gli scrittori moderni concordano sul fatto che il progetto polare di Andrée fosse irrealizzabile. Si basava sul fatto che i venti soffiassero più o meno nella direzione che serviva a lui, sul fatto di essere in grado di direzionare il pallone con le corde di trascinamento, sul fatto che il pallone fosse abbastanza ermetico da stare in aria per 30 giorni e sul fatto che non si formasse ghiaccio o neve che appesantissero l'aeromobile. Nel tentativo del 1896 i venti rifiutarono subito il suo ottimismo soffiando continuamente da nord, dritti sull'hangar del pallone a Danskøya, finché la spedizione non dovette fare le valigie, permettere all'idrogeno di uscire dal pallone e tornare a casa. Oggi si sa che i venti settentrionali sono normali a Danskøya, ma alla fine del XIX secolo le informazioni su venti e precipitazioni artiche erano solo dubbie ipotesi accademiche. Anche Ekholm, ricercatore climatologo artico, non obiettò alla teoria di Andrée riguardo alla direzione dei venti. Semplicemente non esistevano dati di osservazione.
D'altra parte, Ekholm era scettico, avendola misurata, riguardo alla capacità del pallone di mantenere l'idrogeno. I suoi test sulla galleggiabilità svolti nell'estate del 1896, durante la produzione dell'idrogeno e il suo pompaggio nel pallone, lo convinsero che il pallone ne perdeva troppo per poter raggiungere il polo, figuriamoci raggiungere Russia o Canada. La perdita peggiore era dovuta ai circa otto milioni di piccoli fori lungo le cuciture, che nessuna quantità di strisce incollate o di applicazione di ricette segrete a base di lacca sembravano sigillare. Il pallone perdeva 68 kg di portanza al giorno. Considerando il suo enorme peso, Ekholm stimò che sarebbe rimasto in volo per al massimo 17 giorni, e non i 30 previsti. Quando fu il momento di tornare a casa, avvisò Andrée del fatto che non avrebbe partecipato al tentativo previsto per l'estate del 1897, a meno che non venisse acquistato un nuovo pallone più robusto e sigillato in maniera migliore.

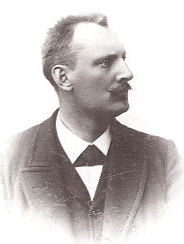
Knut Frænkel (1870–1897).

Andrée si oppose alle critiche di Ekholm arrivando anche a ingannarlo. Durante il viaggio di ritorno dalle isole Svalbard, Ekholm venne a sapere dal capo ingegnere della piattaforma di produzione dell'idrogeno di alcune anomalie che aveva notato nelle misurazioni: di tanto in tanto Andrée aveva segretamente ordinato di pompare altro idrogeno nel pallone. Non è chiaro il motivo che spinse Andrée a un comportamento tanto autodistruttivo. Molti autori moderni, seguendo il ritratto di Andrée fatto da Sundman nel romanzo semidocumentario Il volo dell'aquila (1967), hanno ipotizzato che Andrée fosse ormai rimasto prigioniero della sua gloriosa raccolta fondi. I mecenati e i media seguivano ogni ritardo e riportavano ogni battuta d'arresto, e chiedevano risultati a gran voce. Andrée, Strindberg ed Ekholm furono accolti da folle osannanti a Stoccolma e Göteborg, e ora tutte le aspettative venivano deluse dalla lunga attesa per i venti meridionali a Danskøya. Si mettevano a confronto il contemporaneo ritorno di Nansen, coperto di gloria polare per la sua audace spedizione ben programmata sulla nave Fram e il fallimento di Andrée perfino nel riuscire a far decollare la sua tanto pubblicizzata spedizione. Sundman sostenne che Andrée non poteva ammettere con la stampa di non conoscere la principale direzione dei venti, e di aver eseguito male i calcoli per l'acquisto del pallone. Non voleva ammettere di aver bisogno di un nuovo pallone per correggere l'errore.
Dopo il 1896 fu annullato il decollo, scemò l'entusiasmo per la partecipazione al secondo tentativo del 1897. Tra i candidati Andrée scelse il ventisettenne ingegnere Knut Frænkel al posto di Ekholm. Frænkel era un ingegnere civile originario del nord della Svezia, un atleta appassionato di lunghe escursioni in montagna. Fu assunto per sostituire Ekholm nelle osservazioni meteorologiche. Nonostante la mancanza della conoscenza teorica e scientifica di Ekholm, svolse il lavoro in maniera efficiente. Il suo diario meteorologico ha permesso ai ricercatori di ricostruire i movimenti dei tre uomini nei loro ultimi mesi con considerevole precisione.

## Il disastro del 1897

### Decollo, volo e atterraggio

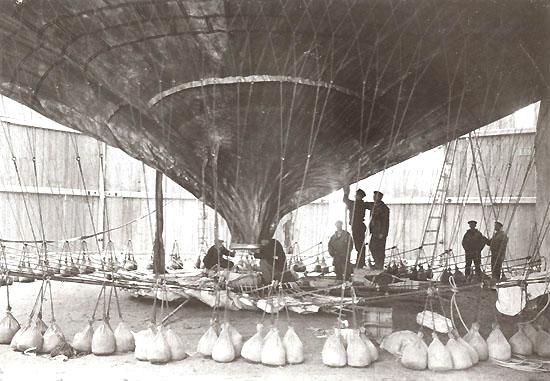
LÖrnen con i suoi sacchi di sabbia.

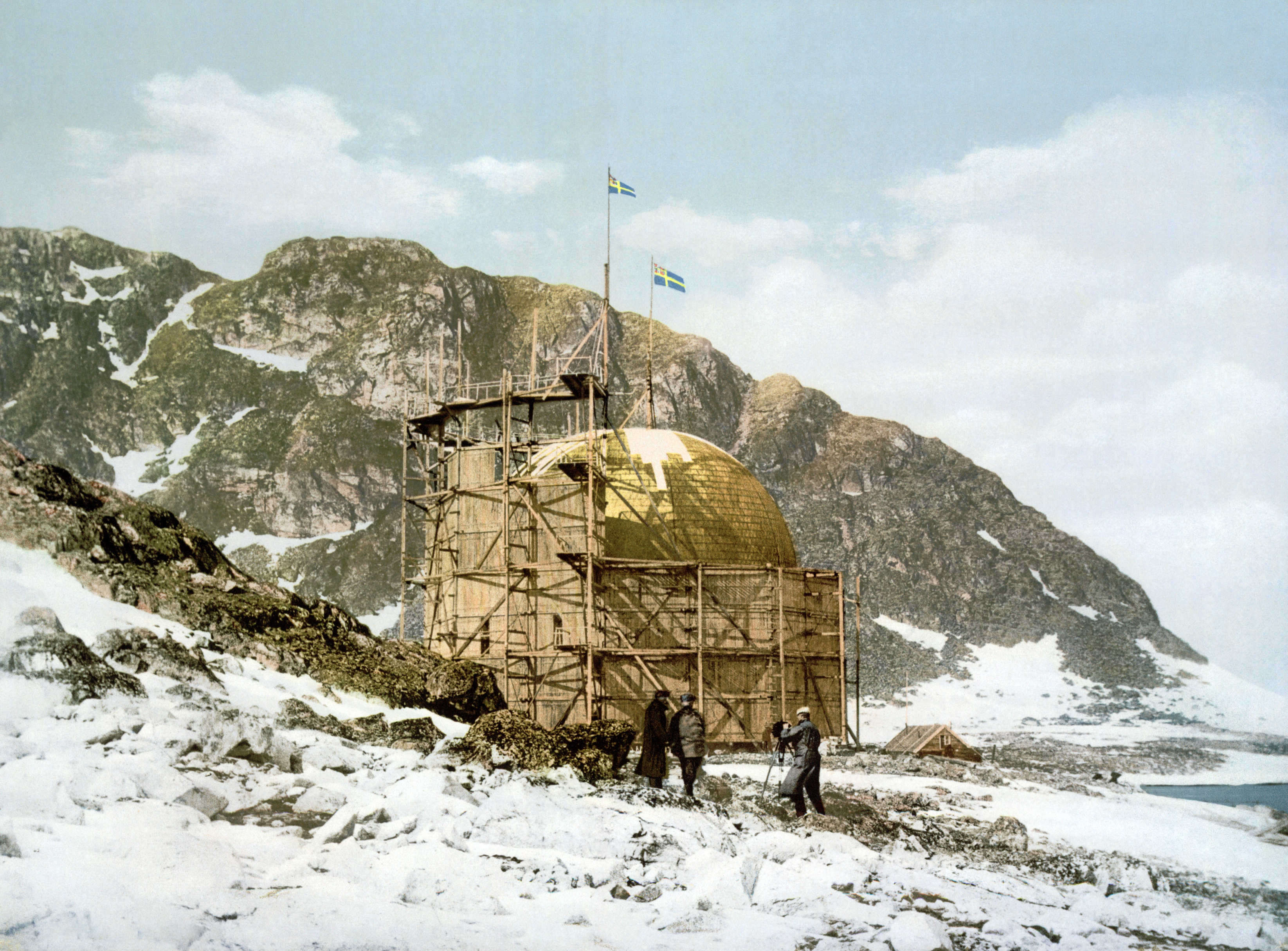
La stazione di Spitsbergen, da una stampa fotocromatica alla fine del XIX secolo.

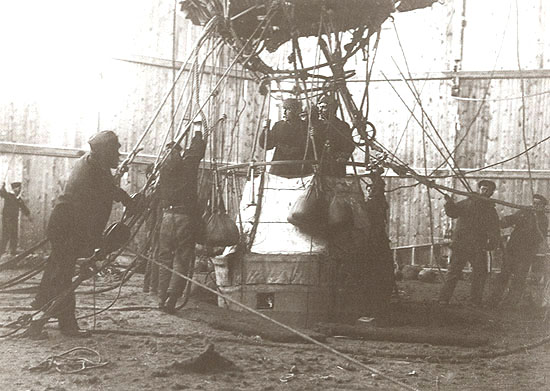
I controlli degli esploratori prima del decollo l'11 luglio 1897.

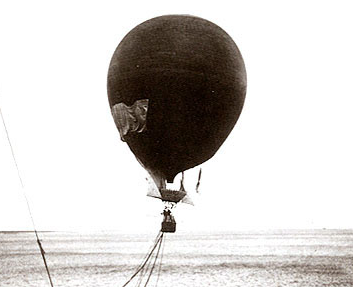
LÖrnen parte verso nord.

Tornati a Danskøya nell'estate del 1897, la spedizione scoprì che l'hangar del pallone costruito l'anno prima aveva resistito bene alle tempeste invernali. Anche i venti erano favorevoli. Andrée aveva rafforzato il suo carisma sostituendo il vecchio e critico Ekholm, autorità nel suo campo, con il ventisettenne entusiasta Knut Frænkel. L'11 luglio, con un costante vento da sudovest, il tetto dell'hangar fu smantellato, i tre esploratori salirono a bordo del pallone e Andrée dettò un telegramma dell'ultimo minuto diretto a re Oscar e un altro al giornale Aftonbladet, detentore dei diritti sulla spedizione. L'ampia squadra di sostegno tagliò le funi che bloccavano il pallone e questo salì lentamente. Partendo a bassa quota sul mare, il pallone fu trascinato tanto in basso dall'attrito dalle corde di trascinamento lunghe centinaia di metri che il cesto toccò l'acqua. L'attrito fece anche avvolgere le funi, svitando le viti che le tenevano bloccate. Queste viti erano una novità che Andrée accettò malvolentieri, con l'intenzione di facilitare il loro sganciamento in caso di blocco al suolo.
Molte funi si svitarono contemporaneamente e 530 kg di corde furono perse, mentre i tre esploratori buttarono fuori bordo 210 kg di sabbia per permettere al cesto di uscire dall'acqua. In tutto 740 kg di peso fu perso nei primi minuti. Prima di sparire dal punto di decollo, l'Örnen si era trasformato da pallone che si supponeva potesse essere manovrato in un normalissimo pallone a idrogeno, con poche corde e alla mercé dei venti. Il suo equipaggio non aveva modo di dirigerlo verso una direzione precisa e poteva fare ben poco per migliorarne la stabilità. Alleggerito, il pallone raggiunse i 700 metri, un'altezza inimmaginabile, dove la bassa pressione atmosferica permise all'idrogeno di uscire velocemente dagli 8 milioni di buchi.
Il pallone aveva due mezzi di comunicazione con il mondo esterno, boe e piccioni viaggiatori. Le boe, cilindri d'acciaio racchiusi da sughero, venivano lanciate dal pallone nell'acqua o sul ghiaccio, in modo che le correnti le portassero alla civiltà. Solo due boe sono state ritrovate. La prima, lanciata da Andrée l'11 luglio, poche ore dopo la partenza, recitava: "Vår resa har hittills gått bra. Seglatsen fortgår på ungefär 250 m. höjd med en riktning till en början åt N 10° ost rättvisande men sednare åt N 45° ost rättvisande. […] Vädret härrligt [sic]. Humöret utmärkt" ("Il nostro viaggio va bene fino a ora. Voliamo a un'altitudine di circa 250 m, prima a N 10° est, ma poi a N 45° est. […] Il tempo è delizioso. Il morale è alto"). La seconda fu lanciata un'ora dopo e riportava un'altezza di 600 metri.
Il giornale Aftonbladet aveva fornito i piccioni, allevati in Norvegia settentrionale nella speranza che vi sarebbero tornati, e i loro messaggi contenevano istruzioni prestampate in norvegese che chiedevano di consegnare il messaggio al giornale a Stoccolma. Andrée inviò quattro piccioni, ma solo uno fu recuperato da un piroscafo norvegese sul quale il piccione atterrò, e dove fu abbattuto prontamente. Il messaggio era datato 13 luglio e forniva una direzione di viaggio a quel punto di est di 10° Sud. Il messaggio recitava: "Från Andrées Polarexp. till Aftonbladet, Stockholm. Den 13 juli kl. 12,30 midd. Lat. 82° 2' Long. 15° 5' ost god fart åt ost 10° syd. Allt väl ombord. Detta är tredje dufposten. Andrée" ("Dalla spedizione polare Andree all'"Aftonbladet", Stoccolma. 13 luglio 12.30, 82° di latitudine nord, 15° 5' di longitudine est. Buon viaggio verso est, 10 gradi a sud. Tutto va bene a bordo. È il terzo messaggio che mando tramite piccione. Andree"). Lundström e altri fanno notare che nessuno dei tre messaggi parlava dell'incidente occorso in partenza, o del fatto che la situazione stesse diventando disperata, che invece Andrée descrisse ampiamente nel proprio diario principale. Il pallone era fuori equilibrio, viaggiava a quota troppo alta perdendo quindi idrogeno troppo velocemente, anche più di quanto avesse temuto Nils Ekholm, mettendo continuamente la spedizione a rischio di schianto. Il pallone fu appesantito dalla pioggia che lo inzuppò ("dripping wet", grondante acqua, fradicio, lo descrisse Andrée nel diario) e gli uomini avevano lanciato fuori bordo tutta la sabbia e parte del carico utile in modo da restare in volo.
Il volo libero durò 10 ore e 29 minuti, seguito da 41 ore di viaggio sconnesso con frequenti contatti con il suolo prima dell'inevitabile schianto. L'Örnen aveva viaggiato in tutto per due giorni 3 ore e 30 minuti durante i quali, secondo Andrée, nessuno dei tre aveva dormito. Sembra che l'atterraggio sia stato morbido. Nessuno degli uomini o dei piccioni contenuti nelle gabbie si ferirono, e nessun pezzo dell'equipaggiamento si danneggiò, neanche i delicati strumenti ottici e le due camere di Strindberg.

### A piedi sul ghiaccio

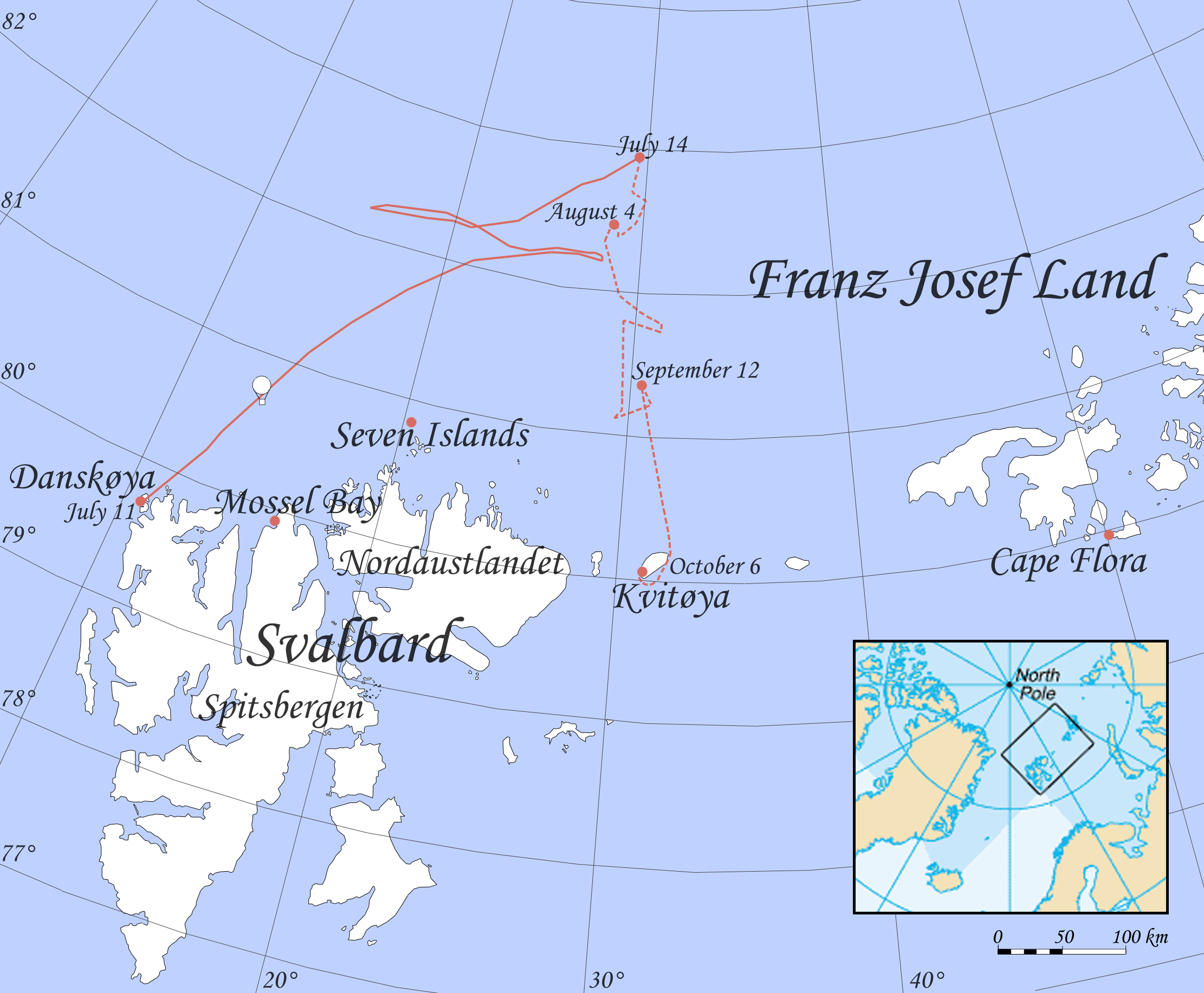
Mappa del percorso seguito dalla spedizione del 1897: a nord in pallone da Danskøya, quindi a sud a piedi fino a Kvitøya.

Dal momento in cui i tre uomini atterrarono il 14 luglio, la fotocamera cartografica di Strindberg, portata per mappare la regione dall'alto, divenne un modo per registrare la vita quotidiana sulla banchisa, i costanti pericoli e la fatica del percorso. Strindberg scattò circa 200 fotografie con la propria camera da sette chili per tutto il tragitto dei tre mesi che passarono sul ghiaccio. Una delle foto più famose raffigura Andrée e Frænkel che contemplano l'Örnen abbattuto.
Andrée e Frænkel tennero precisi diari delle loro esperienze e delle posizioni geografiche, mentre Andrée redasse il "diario principale", Frænkel tenne un diario meteorologico. Strindberg uno stenografico più personale nel contenuto, che comprendeva le sue riflessioni generali sulla spedizione e i messaggi alla fidanzata Anna Charlier. Tutti i manoscritti furono recuperati dal ghiaccio a Kvitøya nel 1930.
L'Örnen era stato attrezzato con equipaggiamento di sicurezza come armi, racchette da neve, slitte, sci, una tenda e una piccola barca (con la forma di un fascio di bastoni piegati, da assemblare e ricoprire con la seta del pallone). Questi oggetti non erano stati preparati con cura, o conoscendo le tecniche degli abitanti locali per sopravvivere in queste condizioni estreme. Andrée si era comportato in maniera opposta non solo rispetto ai successivi esploratori, ma anche a molti di quelli che lo precedettero. Sven Lundström punta il dito contro gli incredibili sforzi che furono necessari a causa del cattivo progetto delle slitte di Andrée, con una costruzione rigida che non somigliava per nulla alla lunghe slitte Inuit, e che si rivelarono tutt'altro che pratiche a causa del terreno difficile. Andrée lo definì "terreno terribile", con canali che dividevano banchi di ghiaccio, alte scogliere e pozze d'acqua parzialmente ghiacciate. Tra i loro vestiti non c'erano pellicce ma cappotti e pantaloni di lana, oltre a tele cerate. Indossarono le tele cerate ma gli esploratori riferirono di sentirsi sempre umidi o bagnati a causa delle pozze semi-ghiacciate e dell'aria umida nebbiosa. Si preoccupavano di asciugare i propri vestiti, soprattutto indossandoli.
I pericoli erano ovunque, ad esempio sarebbero sicuramente morti se avessero perso le provviste caricate sulle scomode slitte a causa dei numerosi canali.

Frænkel (sinistra) e Strindberg con il primo orso polare ucciso dagli esploratori.

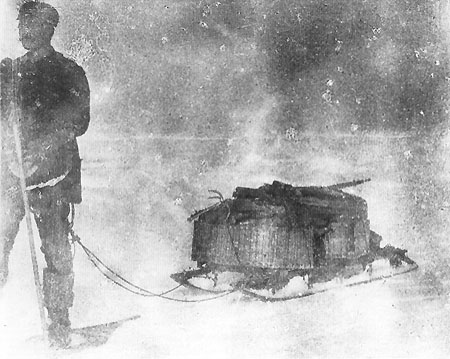
Strindberg su racchette da neve con una delle pesanti e inutilizzabili slitte.

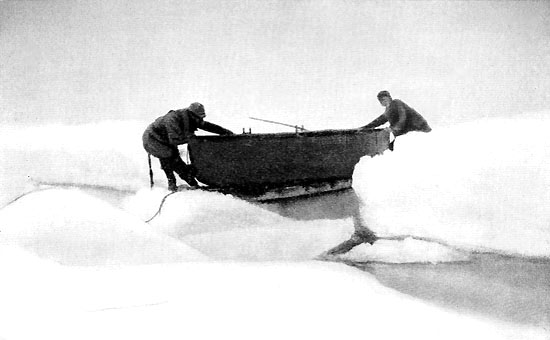
Attraversamento di un canale con una barca foderata con la seta del pallone.

Prima di iniziare la marcia sul "terribile terreno" i tre passarono una settimana in una tenda sul luogo dell'atterraggio, impacchettando tutto e scegliendo quanto e cosa portare con sé e che direzione prendere. Il lontanissimo polo nord non fu neanche citato come opzione. La scelta era tra due depositi di cibo e munizioni previsti per la loro salvezza, uno sull'isola di Northbrook nella terra di Francesco Giuseppe e l'altro sulle Sette Isole di Svalbard. Convinti erroneamente dalle loro mappe sbagliate che le distanze fossero simili, decisero di provare a raggiungere il deposito più grande a Northbrook. Strindberg fece più foto in questa settimana che nel resto del viaggio, compresi dodici scatti che hanno permesso di ricostruire una panoramica a 360 gradi del punto di atterraggio.
Il pallone trasportava molto cibo, di un genere più adatto a un viaggio in pallone che per un viaggio a piedi. Secondo Andrée il cibo sarebbe stato lanciato fuori bordo come zavorra, se fosse servito perdere peso. C'erano poca zavorra e molto cibo pesante, in tutto 767 kg, compresi 200 litri d'acqua e alcune casse di champagne, porto, birra, ecc., donate da sponsor e produttori. C'era anche del succo di limone, anche se non abbastanza da poter combattere lo scorbuto come altri esploratori polari ritenevano necessario. Buona parte del cibo era composto da lattine di pemmican, carne, salse, formaggio e latte condensato. Al momento dell'impatto una parte fu sbalzata fuori bordo. I tre uomini portarono con sé il resto quando ripartirono, oltre ad altro materiale come armi, la tenda, munizioni e utensili da cucina, caricando ogni slitta con oltre 200 kg. Non era una cosa realistica, dato che rompeva le slitte e sfiancava gli uomini. Dopo una settimana abbandonarono molto cibo e l'equipaggiamento non necessario, abbassando il peso a 130 kg per slitta. Divenne necessario cacciare per procurarsi il cibo. Fu così che durante la marcia mangiarono foche, trichechi e soprattutto orsi polari.
Partendo dalla terra di Francesco Giuseppe e diretti a sudest il 22 luglio, i tre dovettero lottare sul ghiaccio, con creste alte come palazzi a due piani. La deriva del ghiaccio era nella direzione opposta a quella che gli sarebbe servita, il che li allontanava dal loro obiettivo. Il 4 agosto decisero, dopo una lunga discussione, di dirigersi alle Sette Isole a sudovest nella speranza di raggiungere il deposito dopo sei o sette settimane di marcia, con l'aiuto delle correnti. In quella direzione il terreno era molto più difficoltoso, richiedendo a volte di avanzare a quattro zampe. A volte incontravano specchi d'acqua nei quali la piccola barca (non progettata da Andrée) si dimostrò funzionale e sicura, o piccole isole di ghiaccio piatte. "Il paradiso!" scrisse Andrée. "Grossi banchi di ghiaccio con pozze di acqua dolce e qui e là un giovane e tenero orso polare!". Proseguirono in modo apparentemente semplice, ma il vento vanificava quanto facevano, e venivano spinti indietro, lontano dalle Sette Isole. Il vento cambiò da sudovest a nordovest nelle successive settimane. Provarono invano a contrastarlo dirigendosi molto più a ovest, ma fu chiaro che le Sette Isole erano fuori dalla loro portata.
Il 12 settembre gli esploratori si rassegnarono a passare l'inverno sul ghiaccio e si accamparono su una grande isola ghiacciata. Andando alla deriva velocemente verso sud in direzione di Kvitøya, costruirono in tutta fretta una "casa" invernale contro il freddo crescente, con mura fatte di neve rinforzata con acqua su progetto di Strindberg. Osservando la velocità della loro deriva, Andrée scrisse di sperare di arrivare abbastanza a sud da potersi sfamare grazie al mare. L'isolotto iniziò a rompersi proprio sotto la capanna il 2 ottobre per il fatto di venire schiacciato contro Kvitøya, e furono obbligati a portare le loro cose sull'isola, il che gli richiese un paio di giorni. "Il morale resta alto", dice Andrée verso la fine della parte coerente del suo diario, che termina con: "Med sådana kamrater bör man kunna reda sig under snart sagdt hvilka omständigheter som helst" ("Con tali compagni si dovrebbe essere in grado di gestire, direi, ogni circostanza"). Si capisce dalle incoerenti e danneggiate ultime pagine del diario di Andrée che i tre uomini morirono tutti pochi giorni dopo essersi trasferiti sull'isola.

## Speculazione e recupero

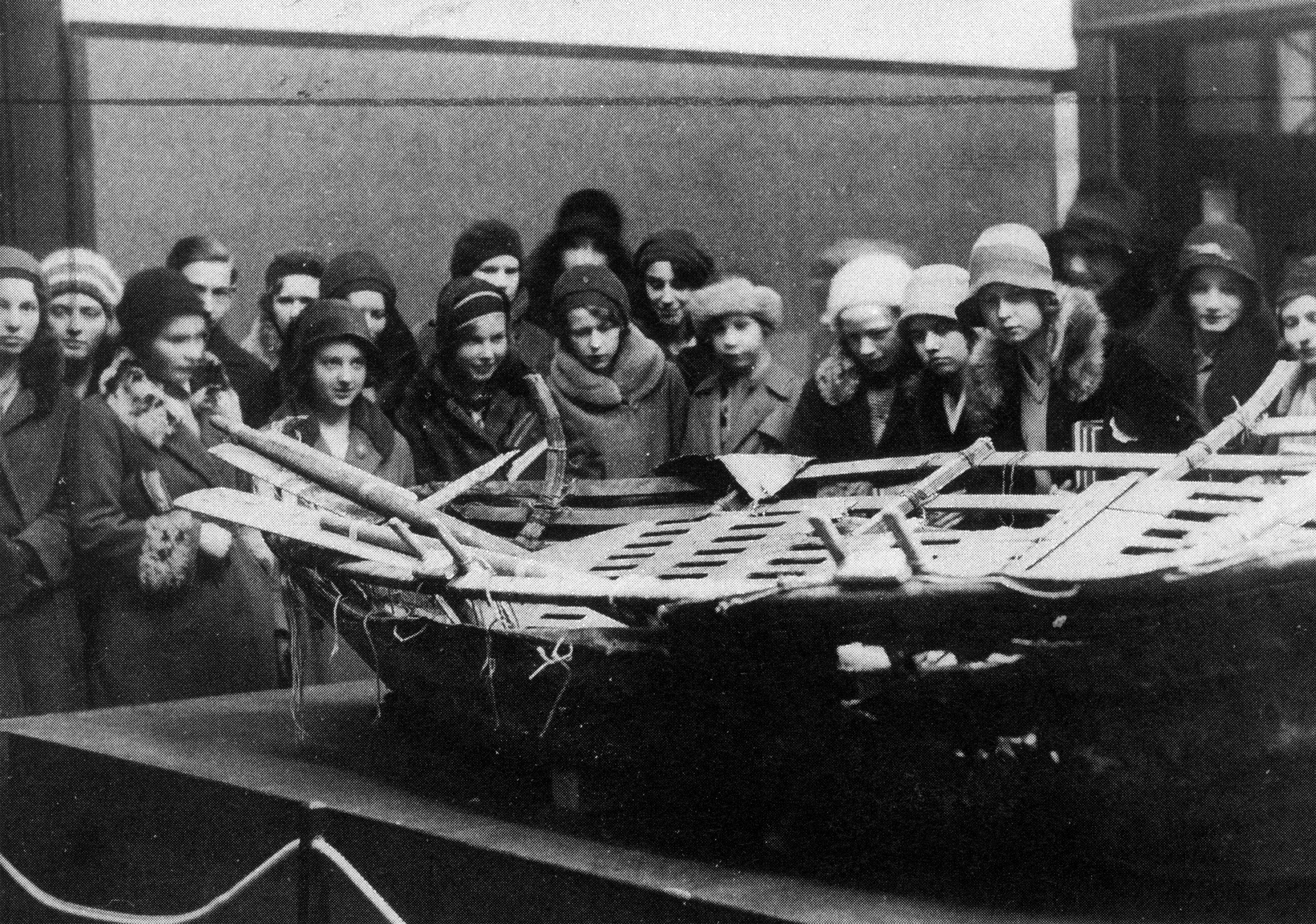
Scolaresca a una mostra del 1930 sul ritrovamento di Kvitøya presso Liljevalchs konsthall, Stoccolma.

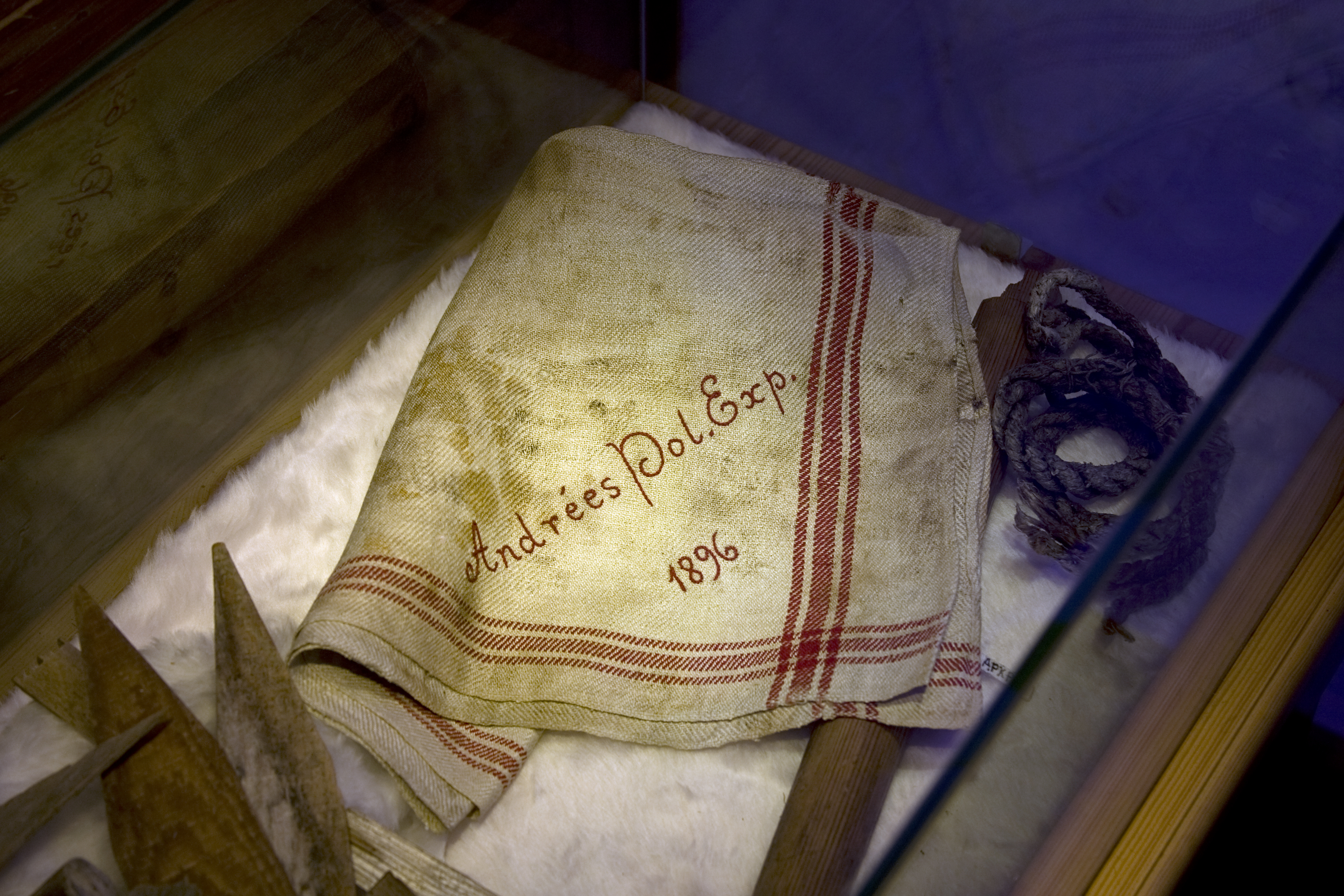
Tovagliolo recuperato (ora nel museo polare di Tromsø).

Per i successivi 33 anni il destino della spedizione fu avvolto nel mistero e la sua scomparsa divenne parte della tradizione culturale svedese. La spedizione fu ricercata per un paio di anni prima di restare oggetto di leggende e voci, con frequenti notizie dei giornali internazionali che parlavano di possibile ritrovamenti. Un ampio archivio degli articoli di giornale dei primi anni, 1896–1899, intitolato "The Mystery of Andree", mostra un maggiore interesse dei media per la spedizione rispetto a prima della sua scomparsa. Furono suggerite varie ipotesi ispirate dai ritrovamenti, o supposti ritrovamenti, di quello che poteva essere stato un cesto da pallone aerostatico, o grandi pezzi di seta, o da storie di uomini caduti dal ghiaccio, tutti che localizzavano la spedizione ben distante da Danskøya e Svalbard.
Lundström fa notare (p. 134) che alcuni resoconti nazionali e internazionali si basavano su leggende metropolitane. Riflettevano una mancanza di rispetto per i popoli indigeni dell'Artide, ritratti nei giornali come selvaggi violenti che avevano ucciso i tre uomini o che si erano disinteressati della loro situazione. Queste speculazioni furono tutte confutate nel 1930, quando fu scoperto il punto finale della spedizione su Kvitøya dagli equipaggi di due navi, la Bratvaag e la Isbjørn.
La spedizione norvegese Bratvaag, nel corso di studi dei ghiacciai e dei mari dell'arcipelago di Svalbard a bordo del vascello Bratvaag di Ålesund, trovò i resti della spedizione di Andrée il 5 agosto 1930. Kvitøya era solitamente inaccessibile alle navi che cacciavano foche e balene, essendo solitamente circondata da uno spesso strato di ghiaccio e nascosta dalla fitta nebbia. L'estate del 1930 fu però particolarmente calda, e il mare che la circondava era libero dai ghiacci. Dato che Kvitøya era famosa per essere un luogo di caccia dei trichechi e la nebbia quel giorno era quasi inesistente, alcuni membri dell'equipaggio della Bratvaag colsero l'occasione per sbarcare su quella che chiamavano "isola inaccessibile". Due dei cacciatori di foche in cerca di acqua, Olav Salen e Karl Tusvick, scoprirono la barca di Andrée nei pressi di un piccolo fiume, congelata sotto un cumulo di neve e completamente equipaggiata compreso il palo utilizzato per lo spostamento con incise le parole "Spedizione polare di Andrée, 1896". Quando fu presentato il palo al capitano della Bratvaag, Peder Eliassen, questi ordinò all'equipaggio di cercare sull'isola. Tra le varie cose trovarono un giornale e due scheletri, identificati come Andrée e Strindberg dai monogrammi sui loro abiti.
La Bratvaag lasciò l'isola proseguendo la caccia e le osservazioni, con l'intenzione di tornarvi più tardi per vedere se il ghiaccio si fosse ulteriormente sciolto restituendo altri oggetti. Altre scoperte furono fatte dalla M/K Isbjørn di Tromsø, Norvegia, uno sloop per la caccia alle foche noleggiato dai giornalisti per intercettare il Bratvaag. Non riuscendo a trovarla, i giornalisti e l'equipaggio della Isbjørn si diressero a Kvitøya, sbarcando sull'isola il 5 settembre approfittando del bel tempo e trovandovi ancora meno ghiaccio rispetto alla Bratvaag. Dopo aver fotografato la zona effettuarono le ricerche e trovarono il corpo di Frankel e alcuni oggetti, compresa una scatola di stagno con all'interno le pellicole di Strindberg, il suo diario e le mappe. I due equipaggi consegnarono le loro scoperte a una commissione scientifica dei governi svedese e norvegese a Tromsø rispettivamente il 2 e 16 settembre. I corpi dei tre esploratori furono trasportati a Stoccolma, dove giunsero il 5 ottobre.

## Causa delle morti

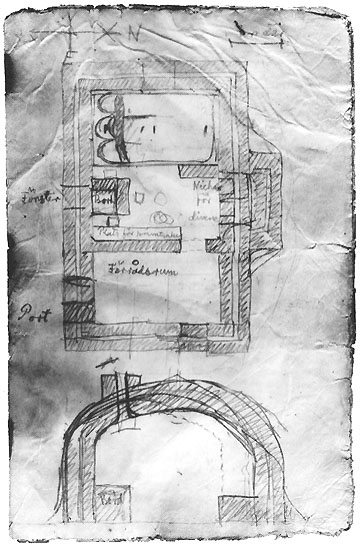
Progetto di Strindberg per la loro casa invernale sul pack, usata solo pochi giorni prima che il ghiaccio si rompesse sotto la casa. Era composta da, dall'alto in basso, una stanza da letto con tre sacchi a pelo, una stanza con un tavolo e una dispensa.

I corpi dei tre furono cremati nel 1930 senza ulteriori analisi al loro ritorno in Svezia. Il dubbio di cosa, esattamente, ne abbia causato la morte ha suscitato interesse e discussioni tra gli studiosi. Molti medici esperti e amatori lessero gli ampi diari con occhio investigativo, cercando la chiave nella loro dieta, alla ricerca di possibili sintomi, o altri dettagli sul luogo del decesso. Concordano tutti su molti particolari. Ad esempio, si sa che gli esploratori mangiavano soprattutto scarse quantità di cibi in scatola o essiccati provenienti dalle scorte del pallone, oltre a grandi quantità di carne semicotta di orsi polari e occasionali foche. Soffrivano spesso di dolore ai piedi e di diarrea, e erano stanchi, infreddoliti e bagnati. Quando si trasferirono su Kvitøya dal ghiaccio, lasciarono molto materiale e le scorte all'esterno della tenda, abbandonandolo lungo il percorso mentre diventavano troppo stanchi o malati per trasportarlo. Strindberg, il più giovane, morì per primo e fu "sepolto" (infilato nella crepa di una scogliera) dagli altri. L'interpretazione di queste osservazioni è però in discussione.
L'ipotesi più conosciuta e più accreditata è quella esposta da Ernst Tryde, un medico, nel suo libro De döda på Vitön ("La morte su Kvitøya") del 1952: secondo lui gli uomini morirono per trichinellosi, contratta mangiando carne poco cotta di orso polare. Furono trovate larve di trichinella spiralis in alcune carcasse di orso polare sul luogo del decesso. Sia Lundström che Sundman sostengono questa ipotesi. Chi la critica fa notare che la diarrea, citata da Tryde come sintomo principale, potrebbe essere semplicemente dovuta alla dieta povera e al fisico deperito, mentre mancano altri sintomi della trichinellosi. Inoltre, Fridtjof Nansen e il collega Fredrik Hjalmar Johansen vissero mangiando orso polare nella stessa zona per 15 mesi senza ammalarsi. Tra le altre ipotesi c'è l'avvelenamento da vitamina A per aver mangiato il fegato degli orsi. Il diario dimostra però che Andrée era a conoscenza di questo pericolo. L'avvelenamento da monossido di carbonio è una teoria che trova pochi sostenitori, come ad esempio l'esploratore Vilhjalmur Stefansson. La principale obiezione è che la loro stufa aveva ancora del kerosene nella tanica quando fu ritrovata, per cui era spenta al momento della morte. Stefansson sostiene che usassero una stufa malfunzionante, una cosa che lui stesso aveva vissuto in precedenti spedizioni. L'avvelenamento da piombo causato dalle lattine che contenevano la carne in scatola è un'ipotesi alternativa, così come lo scorbuto, il botulismo, il suicidio (avevano un sacco d'oppio) e un attacco degli orsi polari. Una combinazione sostenuta da Kjellström considerava il freddo e l'ipotermia alla fine dell'inverno artico, uniti alla disidratazione e allo sfinimento generale, l'apatia e la delusione. Kjellström sostiene che Tryde non considerò mai il loro stile di vita, soprattutto la rottura del ghiaccio sotto la loro promettente casa mobile che li obbligò a trasferirsi su un'isola ghiacciaio. "I posteri si sono stupiti per il fatto che siano morti su Kvitøya, circondati dal cibo", scrive Kjellström. "La sorpresa è piuttosto che trovarono la forza di vivere così a lungo" (p. 54).
Nel 2010 il ricercatore Bea Uusma Schyffert del Karolinska institutet, Svezia, rifiutò l'ipotesi delle larve di trichinella spiralis. Dopo aver esaminato gli abiti dei tre esploratori, concluse che almeno Strindberg sia stato ucciso dagli orsi polari.

## Retaggio
(Giovanni Pascoli, Andrée, in Odi e inni)

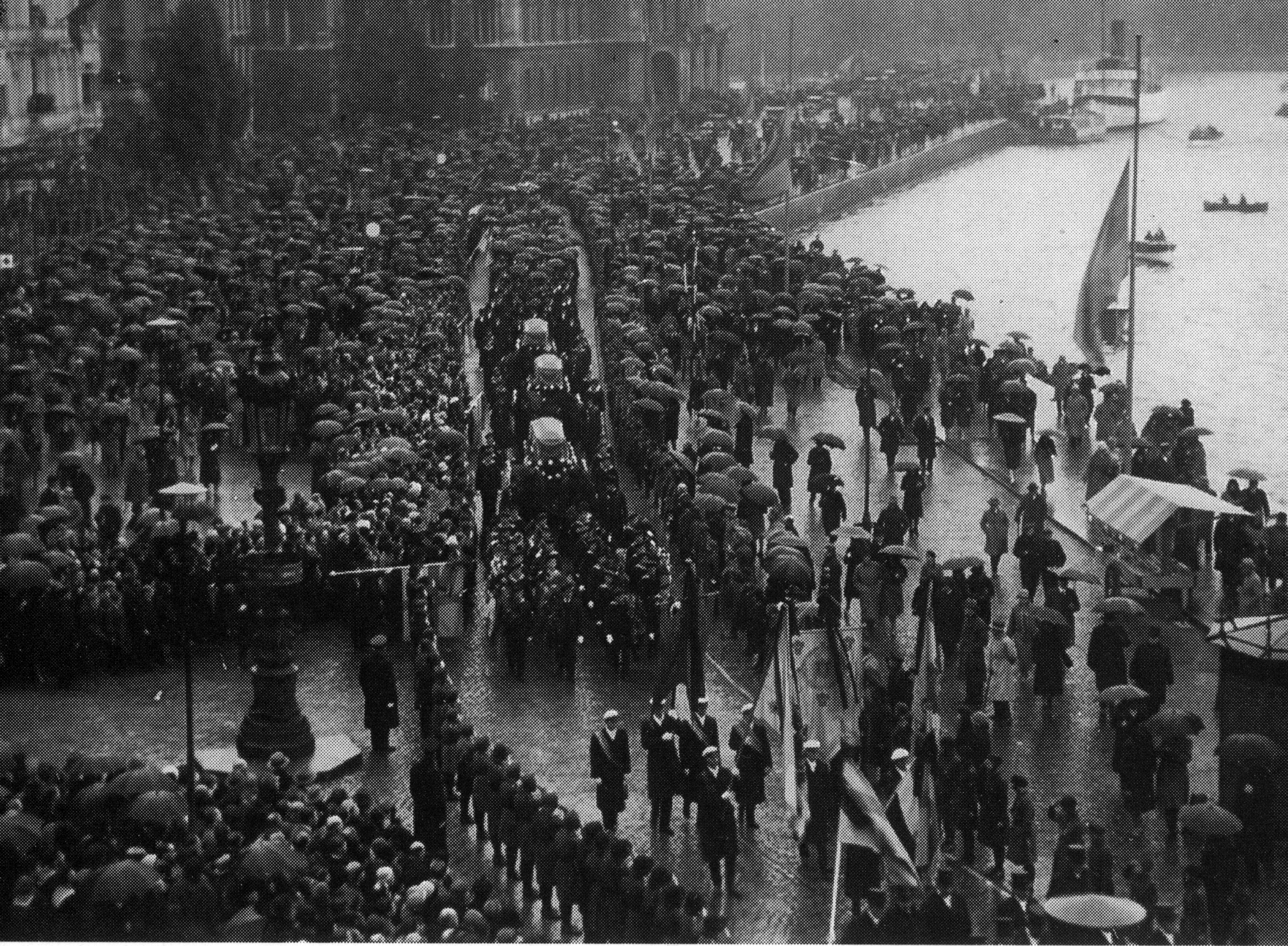
I resti dei tre esploratori vengono portati direttamente dalla nave al centro di Stoccolma il 5 ottobre 1930, dando il via a "una delle più solenni e grandiose manifestazioni di orgoglio nazionale mai avvenute in Svezia" (Sverker Sörlin).

Nel 1897 si svolse l'audace e temeraria impresa di Andrée, piena di orgoglio patriottico e dei sogni svedesi di conquista artica. Il titolo di "Ingegnere" ("Ingenjör Andrée") fu usato da allora per riferirsi ad Andrée, e divenne uno stimato ideale di ingegnere di fine XIX secolo per il suo utilizzo del progresso tecnologico. I tre esploratori furono osannati alla partenza e pianti da tutta la nazione alla loro scomparsa. Quando furono ritrovati, furono celebrati per l'eroismo della loro lotta lunga due mesi nel tentativo di raggiungere le aree popolate, e furono considerati come martiri morti per seguire gli ideali di scienza e progresso. La processione che trasportò i loro resti mortali dalle navi a Stoccolma il 5 ottobre 1930, scrive lo storico svedese Sverker Sörlin, "deve essere stata una delle più solenni e grandiose manifestazioni di orgoglio nazionale avvenute in Svezia. Uno dei rari eventi paragonabili all'orgoglio nazionale che seguì il disastro della Estonia nel mar Baltico nel settembre 1994" (p. 100).
Più recentemente, le motivazioni eroiche di Andrée sono state messe in discussione, a partire dal romanzo bestseller semidocumentario di Per Olof Sundman del 1967, intitolato Il volo dell'aquila. Sundman ritrae un Andrée vittima della pressione dei media e della classe politica e scientifica svedese, motivato quindi più dalla paura che dal coraggio. L'interpretazione di Sundman delle personalità coinvolte, i punti ciechi della cultura nazionale svedese e il ruolo della stampa sono riflessi nell'adattamento cinematografico Il volo dell'aquila (1982), basato sul romanzo e diretto da Jan Troell. Ricevette una nomination all'Oscar.
L'apprezzamento del ruolo di Nils Strindberg sembra essere in crescendo, sia per la forza d'animo con la quale lo studente impreparato e non addestrato scattò le fotografie che per la qualità artistica del risultato. Dei 240 negativi ritrovati a Kvitøya in contenitori zuppi d'acqua, 93 furono salvati da John Hertzberg del Istituto Reale di Tecnologia di Stoccolma, ex luogo di lavoro di Strindberg. Nel suo articolo, "Recupero della storia visiva della spedizione Andrée" (2004), Tyrone Martinsson si lamentò della tradizionale attenzione riservata dai precedenti ricercatori alle fonti scritte (i diari) come fonte primaria di informazioni, sostenendo l'importanza storica delle fotografie.
Alcuni oggetti della spedizione, compresa la barca fatta con la seta del pallone e la tenda, sono esposti presso l'Andréeexpeditionen Polar Centre del museo di Grenna in Svezia.

## Rappresentazione nei media
Nel 1983 il compositore statunitense Dominick Argento scrisse un ciclo di canzoni per baritono e piano intitolata The Andrée Expedition. Il ciclo utilizza i testi di diari e lettere. L'opera del compositore svedese Klas Torstensson intitolata Expeditionen (1994–99) si basa sulla storia di Andrée.
Un racconto della spedizione è compreso in The Ghost Disease and Twelve Other Stories of Detective Work in the Medical Field, di Michael Howell e Peter Ford (Penguin, 1986). La storia fu adattata per la radio da Michael Butt per la BBC Radio 4 col titolo di The Stranded Eagle, come parte della serie "Medical Detectives". La radio trasmise la trasmissione il 1º aprile 1998 interpretata da John Woodvine (Knut Stubbendorf), Clive Merrison (Ernst Tryde), Ken Stott (S.A. Andrée), Jack Klaff (Knut Fraenkel) e Scott Handy (Nils Strindberg). Il programma fu poi trasmesso sul canale digitale BBC 7.
Nel 2013 Il NIE Theatre Group produsse un'opera sulla spedizione, intitolata North, North, North, e presentata in un tour in tutto il Regno Unito.